# Beni Lait
Beni Lait (en árabe: بني ليت‎, en lenguas bereberes: ⴱⵏⵉ ⵍⵉⵜ, en francés: Bni Leit) es un municipio marroquí en la región de Tánger-Tetuán-Alhucemas. Desde 1912 hasta 1956 perteneció a la zona norte del Protectorado español de Marruecos.